# Mouvement vert (Israël)
Pour les articles homonymes, voir Mouvement vert.
Le Mouvement vert (en hébreu : התנועה הירוקה) est un parti politique israélien créé en 2008.